# Магаффі (Пенсільванія)
Магаффі (англ. Mahaffey) — місто (англ. borough) в США, в окрузі Клірфілд штату Пенсільванія. Населення — 329 осіб (2020).

## Географія
Магаффі розташоване за координатами 40°52′30″ пн. ш. 78°43′40″ зх. д. / 40.87500° пн. ш. 78.72778° зх. д. (40.875039, -78.727869).  За даними Бюро перепису населення США в 2010 році місто мало площу 1,13 км², з яких 1,11 км² — суходіл та 0,02 км² — водойми.

## Демографія
Згідно з переписом 2010 року, у селищі мешкало 368 осіб у 141 домогосподарстві у складі 97 родин. Густота населення становила 326 осіб/км².  Було 160 помешкань (142/км²).
Расовий склад населення:
| - 99,2 % — білих - 0,3 % — корінних американців |

До двох чи більше рас належало 0,5 %. Частка іспаномовних становила 0,0 % від усіх жителів.
За віковим діапазоном населення розподілялося таким чином: 23,1 % — особи молодші 18 років, 62,2 % — особи у віці 18—64 років, 14,7 % — особи у віці 65 років та старші. Медіана віку мешканця становила 39,4 року. На 100 осіб жіночої статі у селищі припадало 107,9 чоловіків;  на 100 жінок у віці від 18 років та старших — 106,6 чоловіків також старших 18 років.
Середній дохід на одне домашнє господарство  становив 45 202 долари США (медіана — 42 500), а середній дохід на одну сім'ю — 50 325 доларів (медіана — 48 750). Медіана доходів становила 37 361 долар для чоловіків та 30 000 доларів для жінок. За межею бідності перебувало 22,0 % осіб, у тому числі 28,6 % дітей у віці до 18 років та 15,4 % осіб у віці 65 років та старших.
Цивільне працевлаштоване населення становило 127 осіб. Основні галузі зайнятості: роздрібна торгівля — 17,3 %, освіта, охорона здоров'я та соціальна допомога — 17,3 %, транспорт — 16,5 %.